# 조지 매슈스 (배우)

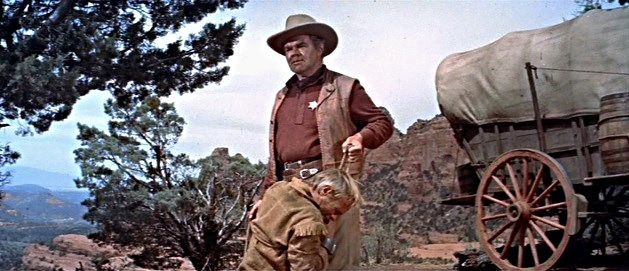

조지 매슈스(영어: George Mathews, 1911년 10월 10일 ~ 1984년 11월 8일)는 미국의 배우, 연극 배우, 텔레비전 배우이다.
뉴욕에서 태어났다.

## 영화
- 고잉 홈 (1971년)
- 추격 (1959년)
- 서부의 파라딘 (1957년)
- OK 목장의 결투 (1957년) - 존 샨시 역
- 최후의 포장마차 (1956년)
- 황금팔을 가진 사나이 (1955년)
- 시티 비니스 더 씨 (1953년)
- 팻과 마이크 (1952년)
- 서스펜스 (1949년)
- 스튜디오 원 (1948년)
- 윙 앤 프레어 (1944년)
- 업 인 암스 (1944년)
- 스테이지 도어 캔틴 (1943년)